# Bardské jméno
Bardské jméno je pseudonym používaný převážně ve Walesu. Používají jej zejména básníci, ale také další umělci, často ti, kteří přispívají do hnutí Eisteddfod. Bardská jména byla využívána již ve středověku, často putovními básníky. Příkladem bardského jména je Ieuan Glan Geirionydd, jehož vlastní jméno bylo Evan Evans, nebo Talhaiarn, vlastním jménem John Jones. Za oživením tradice v osmnáctém století stál Iolo Morganwg (vlastním jménem Edward Williams), autor abecedního systému Coelbren y Beirdd. Součástí bardského jména byl často název sídla, odkud daná osoba pocházela.